# Eddie Sachs
Eddie Sachs (n. 28 mai 1927 - d. 30 mai 1964) a fost un pilot de curse auto american care a evoluat în Campionatul Mondial de Formula 1 între anii 1957 și 1960.
1. 1 2  Eddie Sachs, Find a Grave, accesat în 9 octombrie 2017
2. 1 2  Eddie Sachs, Autoritatea BnF
3. ↑  Find a Grave, accesat în 11 noiembrie 2024